# Aforisme
 Der er for få eller ingen kildehenvisninger i denne artikel, hvilket er et problem. Du kan hjælpe ved at angive troværdige kilder til de påstande, som fremføres i artiklen.

En aforisme (græsk: aforis'mos, fyndord, kortfattet tankemættet ytring) er et kort udtryk, der på overraskende måde udtrykker en tanke eller erfaring, for eksempel ved hjælp af en modsætning eller et billedligt udtryk. W.C. Fields, Kierkegaard og Nietzsche brugte aforismer.

## Eksempler
- "Den ene mands terrorist er den anden mands frihedskæmper."
- "Alt nyt er godt, fordi alt godt er nyt." (Harald Giersing)
- "Et sprog er en dialekt med en hær og en flåde." (Max Weinreich)